# Neocaulotops
Neocaulotops is een geslacht van wantsen uit de familie van de Miridae (Blindwantsen). Het geslacht werd voor het eerst wetenschappelijk beschreven door Carvalho & Gomes in 1971.

## Soorten
Het genus is monotypisch en bevat alleen de volgende soort:

- Neocaulotops brevirostris Carvalho & Gomes, 1971